# Hymn Turcji
İstiklâl Marşı (Marsz Niepodległości) – hymn państwowy Turcji (od 12 marca 1921), a także proklamowanego w 1975 roku Cypru Północnego.

## Historia
W 1921 roku ogłoszono konkurs na słowa hymnu, na który wpłynęły 724 utwory. Komisja jednogłośnie przyjęła wiersz napisany przez tureckiego poetę pochodzenia albańskiego, Mehmeta Akifa Ersoya. Muzyka hymnu została przyjęta dopiero w trzy lata później, również w drodze konkursu. Komisja, która miała możliwość zebrania się tylko jeden raz − w 1924 roku, w czasie wojny o niepodległość, spośród 24 kompozycji wybrała utwór, który napisał Ali Rıfat Cağatay. Po ośmiu latach zmieniono melodię hymnu. Do tekstu Ersoya podłożono muzykę skomponowaną przez ówczesnego dyrygenta prezydenckiej orkiestry symfonicznej, Zekiego Üngöra, zaś autorem aranżacji na orkiestrę był kompozytor i dyrygent pochodzenia ormiańskiego, Edgar Manas.

## Tekst hymnu[3]
tekst turecki
Korkma, sönmez bu şafaklarda yüzen al sancak;

Sönmeden yurdumun üstünde tüten en son ocak.

O benim milletimin yıldızıdır, parlayacak;

O benimdir, o benim milletimindir ancak.

Çatma, kurban olayım, çehreni ey nazlı hilal!

Kahraman ırkıma bir gül! Ne bu şiddet, bu celal?

Sana olmaz dökülen kanlarımız sonra helal...

Hakkıdır, Hakk'a tapan, milletimin istiklal!

## Tłumaczenie[3]
Nie lękaj się! Czerwona flaga, łopocząca o świcie, nie zwiędnie,

Dopóki ostatnie dymiące ognisko mej ojczyzny jeszcze tli się.

Ona jest gwiazdą mojego narodu: ma płonąć i świecić;

Nie należy do nikogo oprócz mojego narodu, jest moja.

Nie marszcz czoła, błagam, o nieśmiały półksiężycu!

Lecz uśmiechnij się do mojej bohaterskiej rasy… Czemu ten gniew, czemu przemoc?

By przelana za ciebie krew nie stała się niebłogosławiona i bezwartościowa.

Bo mój naród, który czci Boga, ma prawo do niepodległości!